# Erysimum canescens
Erysimum canescens är en korsblommig växtart som beskrevs av Albrecht Wilhelm Roth. Erysimum canescens ingår i släktet kårlar, och familjen korsblommiga växter. Inga underarter finns listade i Catalogue of Life.